# Phoenicoprocta ignicauda
Phoenicoprocta ignicauda là một loài bướm đêm thuộc phân họ Arctiinae, họ Erebidae.